# Робцы
Робцы (бел. Робцы) — деревня в составе Рясненского сельсовета Дрибинского района Могилёвской области Республики Беларусь.

## История
Упоминается в 1756 году как деревня Рубцовщина в великокняжеском имении Рясно в Мстиславском воеводстве ВКЛ.

## Население
- 1999 год — 143 человека
- 2010 год — 87 человек